# Quinto Tulio Cicerón
Quinto Tulio Cicerón  (102-43 a. C.) fue un político y militar romano del siglo I a. C., hermano menor del célebre Cicerón. Nació en el año 102 a. C. en una familia del orden ecuestre, como el hijo de un rico terrateniente de Arpino, a unos 100 kilómetros al sureste de Roma.

## Carrera
Su pudiente padre hizo que fuera educado junto a su hermano en Roma, Atenas y probablemente Rodas en 79-77 a. C. Se casó alrededor del año 70 a. C. con Pomponia (hermana del amigo de su hermano, Ático), una mujer dominante y de fuerte personalidad. Se divorció de ella después de un largo y poco armonioso matrimonio, con muchas discusiones entre los esposos, a finales del año 45 a. C. Su hermano, Marco, intentó varias veces reconciliar a los esposos, pero sin éxito. La pareja tuvo un hijo nacido en 66 a. C. que recibió el nombre de Quinto Tulio Cicerón por su padre.
Fue edil en 66 a. C. y pretor en 62 a. C., propretor de la provincia de Asia durante tres años (de 61 a 59 a. C.) y legado de Julio César durante la guerra de las Galias, entre 54 a. C. y 52 a. C. Acompañó a César en su segunda expedición a Britania en el año 54 a. C. y sobrevivió a un asedio de la tribu de los nervios durante la revuelta de Ambiórix. Estuvo con su hermano en Cilicia en 51 a. C. Durante la segunda guerra civil apoyó a la facción de Pompeyo, obteniendo posteriormente el perdón de César.
Durante el período en que el Segundo Triunvirato hizo de la República romana de nuevo el escenario de la guerra civil, tanto Quinto como su hermano y su hijo fueron todos proscritos. Huyó de Túsculo junto con su hermano, Marco. Regresó a su casa para coger algo de dinero que costeara los gastos del viaje. Su hijo Quinto el Menor escondió a su padre y no reveló el escondite aunque fue torturado. Cuando Quinto oyó esto, se entregó para intentar salvar a su hijo; pero, padre e hijo, y Marco, el famoso hermano de Quinto, todos fueron muertos en el año 43 a. C., como personas proscritas.

## Personalidad y relación con su hermano Marco
Quinto fue un soldado valiente y un líder militar que estimulaba a sus soldados. En un momento crítico de la guerra de las Galias, recuperó a su legión y superó una posición aparentemente perdida; por esto fue alabado por César, quien relata el hecho con las palabras Ciceronem pro eius merito legionemque collaudat (Alabó a Cicerón y sus hombres muchísimo, como se merecían) (Comentarios a la guerra de las Galias libro V, cap. 52).
Quinto tenía un temperamento impulsivo, con brotes de crueldad durante las operaciones militares, algo que los romanos de la época reprochaban. El ideal romano y estoico era controlar las emociones incluso durante la batalla. Quinto Cicerón también gustaba de castigos anticuados y duros, como poner a una persona condenada por parricidio en un saco y arrojarla al agua. Este castigo lo impuso durante su propretura en Asia. (Para los romanos, tanto el parricidio como el matricidio eran uno de los peores crímenes). Su hermano confiesa en una de sus cartas a su amigo Ático, escrita en el año 51 a. C., que mientras era procónsul de Cilicia y había llevado consigo a Quinto como legado, no se atrevía a dejarle solo porque temía qué clase de ideas repentinas se le podían ocurrir. Pero visto por el lado bueno, Quinto era profundamente honrado, incluso como gobernador de una provincia, situación en la que muchos romanos amasaban sin el menor rubor considerables fortunas privadas para ellos. También era un hombre culto, que leía tragedias griegas y que escribió él mismo algunas de ellas.
La relación entre los hermanos fue en gran medida afectuosa, excepto durante una época en que tuvieron un serio desacuerdo durante la dictadura de César 49-44 a. C. Las muchas cartas de Marco ad Quintum fratrem ("A su hermano Quinto") muestra cuán honda y afectuosa era esa relación entre hermanos, aunque Marco Cicerón a menudo asumía el papel de "más viejo y más experimentado", sermoneándole sobre lo que era correcto que hiciera. Quinto pudo también sentir en ocasiones que el egoísta Marco solo pensaba en cómo su hermano podía estorbar o ayudar en la carrera de Marco a lo largo del Cursus Honorum.

## Obras
Como autor, escribió durante la guerra de las Galias de César cuatro tragedias al estilo griego. Tres de ellas llevaban por título Tiroas, Erigones y Electra; todas se han perdido. También escribió varios poemas sobre la segunda expedición de César a Britania, tres epístolas a Tirón (liberto de su hermano Marco, se conserva) y una cuarta a su hermano. La larga carta De petitione consulatus o Commentariolum Petitionis (breve manual de campaña electoral) también se ha conservado; aunque su validez se ha cuestionado grandemente. Es, en cualquier caso, una valiosa guía del comportamiento político de la época de Cicerón.